# Piotr Choe Pil-je
Piotr Choe Pil-je (kor. 최필제 베드로; ur. 1770 roku w Seulu w Korei; zm. 14 maja 1801 tamże) – koreański męczennik, błogosławiony Kościoła katolickiego.

## Życiorys
Choe Pil-je urodził się w 1770 roku w rodzinie zajmującej się chińską medycyną. W 1790 roku zapoznał się z katechizmem razem ze swoim kuzynem Tomaszem Choe Pil-gong i obaj zostali katolikami. Władze Korei były nieprzyjaźnie nastawione do chrześcijan i co pewien czas rozpoczynały ich prześladowania. Z powodu wyznawanej przez niego wiary Piotr Choe Pil-je został aresztowany w 1791 roku, ponieważ jednak uległ prześladowcom i nie obstawał twardo przy swojej wierze, został uwolniony. Jednak w późniejszym czasie Piotr Choe Pil-je powrócił do Kościoła katolickiego i zaangażował się w głoszenie Ewangelii. Ponownie został uwięziony 19 grudnia 1800 roku. Torturami próbowano go zmusić do wyrzeczenia się wiary. Ponieważ tym razem pozostał nieugięty, został skazany na śmierć i ścięty 14 maja 1801 roku w miejscu straceń w Seulu za Małą Zachodnią Bramą razem z kilkoma innymi katolikami: Łucją Yun Un-hye, Kandydą Jeong Bok-hye, Tadeuszem Jeong In-hyeok i Karolem Jeong Cheol-sang
Piotr Choe Pil-je został beatyfikowany przez papieża Franciszka 16 sierpnia 2014 roku w grupie 124 męczenników koreańskich.
Wspominany jest 31 maja z grupą 124 męczenników koreańskich.